# Yariguíes
Los yariguíes fueron un pueblo indígena que se situaba en una extensa zona selvática del Magdalena Medio, al occidente del actual departamento de Santander, en Colombia. Hablaban un idioma de la familia lingüística Caribe.

## Territorio
Los límites aproximados de su territorio eran los ríos Minero (sur) y Sogamoso (norte), y entre las cimas de la cordillera Oriental y el río Magdalena.

## Cultura
Los yariguíes cultivaban batatas, ñame, yuca, maíz, algodón, totumos y caña, aunque su alimentación dependía de la pesca y la caza. Sus principales alimentos eran carne de pecarí, pescado y tortugas. Tomaban bebidas de frutas silvestres. Su vestimenta era fabricada de cortezas de árboles.
Estaban divididos en clanes independientes  gobernados cada uno por sus caciques de manera autónoma: los cronistas mencionan a lo arayas, topocoros,  chiracotas, tholomeos, guamacaes, carares, opones y nauras.

## Historia
En el momento de la llegada de los españoles en 1536, de acuerdo con relatos de viaje de la época, los bosques y selvas que conformaban su hábitat permanecían en buena parte intactos. Desde un comienzo esta etnia indígena se manifestó hostil a la presencia de los españoles, presentándoles una fuerte resistencia para impedir la penetración en sus tierras. Los cronistas, como Fray Pedro Simón, refieren que los Yariguíes —junto con las dificultades propias de la selva— utilizaron macanas, flechas, dardos envenenados y tácticas que recurrían a la sorpresa.
Hacia 1570, cuatro caciques fueron los más conocidos por los españoles: Beto, de los arayas, Caciquillo, de los opones, Martinillo, de los carares y Suamacá, de los suamacaes, dedicados a atacar las embarcaciones que por el río Magdalena o por los ríos Sogamoso, Carare y Opón, transportaban colonos, milicianos y mercancías a Vélez y a Santafé de Bogotá. También atacaban poblados y tropas de soldados que hacían batidas contra aborígenes. Es famosa la resistencia ofrecida por años a los colonos por el Cacique Pipatón, quien había sido apresado en 1601, siendo víctima del corte de sus talones, a pesar de lo cual escapó y volvió a encabezar la resistencia yariguíe contra los españoles. Sin embargo, al final de su vida, se entregó a las autoridades coloniales y fue enviado a Santa Fe con destino a un convento de frailes, donde falleció a después de 1612. En la resistencia también fue importante el papel de su esposa, la cacica Yarima.
Tres circunstancias vinieron a pesar negativamente en contra de los deseos de los Yariguíes de ver su tierra libre de intrusos:  su baja tasa de natalidad, el aumento de la presencia de colonos y las enfermedades traídas por los europeos, especialmente la fiebre porcina, la viruela y el sarampión, contra las cuales los aborígenes carecían de defensas inmunitarias.  Todo esto hizo que la población de indígenas se redujera drásticamente en los siglos XVII y XVIII.  
Hacia 1860 se calculaba su número en 15000, en 1880 los Yariguíes eran 10 000, 5000 en 1900, 1000 en 1910, 500 en 1920, 24 en 1925, y en 1944 solo quedaban 5 personas carare-opón. La extinción de esta altiva comunidad se debió a los nuevos colonos mestizos que invadieron su territorio en busca de tierras para el pastoreo, la adquisición de quina, de tagua, de madera y por último, de petróleo. En 1837, ya existía de la “Compañía de Agricultura y Comercio
del Opón”, que tenía el interés de reabrir el camino para el comercio entre la provincia del Socorro y el río Magdalena por el río
Opón. Además, un proyecto de construcción un camino de El Socorro, entonces capital del Estado Soberano de Santander, al río Magdalena, conllevó incursiones por la región, haciendo auténticas "cacerías" de indígenas y destruyendo aldeas completas. Un protagonista y promotor de estas expediciones fue el empresario de Vélez, dedicado al comercio exterior y después presidente de Colombia, Aquileo Parra. En 1859, el entonces presidente del Estado de Santander Eustorgio Salgar le otorgó en propiedad al empresario alemán Geo Von Lengerke 12.000 hectáreas de tierras “baldías”, para cumplir el contrato de abrir un camino de herradura desde Zapatoca hasta el puerto de Barrancabermeja y 10 000 hectáreas para abrir caminos de herradura, dentro de cinco años, que comunicaran a Girón con La Ceiba, por la banda oriental del río Sogamoso.
El triste exterminio de los yariguíes fue completado en la primera mitad del siglo XX por las petroleras Tropical Oil (Standard Oil hoy Exxon Mobil) y Texas Petroleum, que explotaban el petróleo encontrado en la región circundante a Barrancabermeja y destruyeron los medios de vida de los indígenas entre 1910 y 1920. En la Gaceta de Santander, el informe de la gobernación de 1915 contiene un capítulo sobre la "reducción de indígenas" y una apropiación en el presupuesto departamental se destinó a fundar una misión para someter a las tribus del Opón y del Carare. Según Juan Bautista Leyva, quien fue obrero de la petrolera, "los capataces estaban autorizados por los gerentes gringos de la Troco y apoyados por la fuerza pública del Estado, para capturar a los indígenas que se oponían a la apertura de las trochas que facilitaran la exploración y explotación del petróleo; inclusive le pagaban muy bien a quien capturara o mostrara la cabeza del indio Pascual, el más temido en ese entonces". En 1917, familias yariguíes de una comunidad diezmada, 40 personas se entregaron en Puerto Carare y en 1918 las 30 que sobrevivían fueron llevadas a San Vicente de Chucurí. Hacia 1930, los yariguíes "habían sido exterminados o despojados y expulsados; desterrados por las norteamericanas, los últimos sobrevivientes, ancianos con harapos regalados deambulaban como mendigos en alguna aldea mestiza; raptados y cautivos."
En 1944, los antropólogos Roberto Pineda y Miguel Fornaguera, en la zona de La Cimitarra, a orillas del río Guayabito afluente del Carare, localizaron a cinco sobrevivientes de este pueblo: tres mujeres y dos hombres y con 639 palabras que les informaron publicaron un "vocabulario opón-carare".